# Ngô Thì Sĩ
Ngô Thì Sĩ hay Ngô Sĩ (chữ Hán: 吳時仕, 1726 - 1780), tự Thế Lộc, hiệu Ngọ Phong (午峰), đạo hiệu Nhị Thanh cư sĩ, là nhà sử học, nhà văn, nhà thơ nổi tiếng dưới thời chúa Trịnh Doanh và Trịnh Sâm. Ông được Phan Huy Chú đánh giá là người có "học vấn sâu rộng, văn chương hùng vĩ, làm rạng rỡ cho tông phái nho gia, là một đại gia ở Nam Châu".

## Tiểu sử
Ngô Thì Sĩ sinh ngày 20 tháng 9 năm Bính Ngọ (tức 15 tháng 10 năm 1726) tại làng Tả Thanh Oai (làng Tó), huyện Thanh Oai, trấn Sơn Nam (sau thuộc tỉnh Hà Đông, và nay thuộc huyện Thanh Trì Hà Nội).
Ông sinh ra trong một dòng họ lớn ở làng, có nhiều người nổi tiếng hay chữ...
Ông nội ông là Ngô Trân, hiệu Đan Nhạc, là một người nổi tiếng về sức học uyên bác và tài văn chương, được người đương thời liệt là một trong "bảy con hổ của kinh thành Thăng Long" (Trường An thất hổ).
Ông là con trưởng Ngô Thì Ức, cũng nổi tiếng hay chữ. Năm 14 tuổi, ông Ức đỗ thứ hai kỳ thi Hương nhưng sau đó hỏng liền hai khoa thi Hội, nên không để chí vào khoa cử nữa. Khi Ngô Thì Sĩ lên 10 tuổi thì ông Ức mất.
Từ 7 đến 11 tuổi, Ngô Thì Sĩ được ông nội rèn dạy. Sau đó ông được cho ra Thăng Long theo học các bậc danh nho như Nghiêm Bá Đĩnh, Nhữ Đình Toản. Năm Quý Hợi (1743), Ngô Thì Sĩ thi đỗ Hương tiến (Cử nhân), nhưng bị hỏng khoa thi Hội ngay sau đó.
Năm 1752, Ngô Thì Sĩ lại đi thi Hội, nhưng bị khảo quan Trần Tố đánh hỏng (vì "nhầm"). Chúa Trịnh Doanh rất tiếc, truất chức của Trần Tố và trao cho Ngô Thì Sĩ chức Thiêm tri Công phiên thẩm ứng vụ (trước đó ông giữ một chức nhỏ trong Binh tào).
Năm 1756, nhân đỗ đầu một kỳ thi tuyển người, Ngô Thì Sĩ trở thành một thành viên trong Văn ban của phủ chúa Trịnh, được giao trách nhiệm soạn thảo giấy tờ, và làm Tùy giảng cho con chúa là Thế tử Trịnh Sâm.
Năm 1761, ông được sai làm "bạn tiếp" tiếp sứ nhà Thanh sang sắc phong và điếu tang Lê Ý Tông.
Năm 1763, ông được cử làm Cấp sự trung Công khoa.
Năm 1764, ông làm Giám sát Ngự sử đạo Sơn Tây, rồi Đốc đồng Thái Nguyên (1765).
Năm Bính Tuất (1766) đời Cảnh Hưng, ông thi đỗ Hoàng giáp, năm sau (1767) được thăng Đông các Hiệu thư rồi đổi làm Hiến sát sứ Thanh Hoa (tức Thanh Hóa). Khi ở đây, ông khai thác núi Bàn A dựng chòi xem sóng biển và lập hội Quan lan sào, tự mình làm hội trưởng.
Năm 1769, ông được về triều; năm sau (1770) làm Tham chính Nghệ An.
Năm 1771, ông coi việc chấm thi ở trường thi Nghệ An, bị Nguyễn Văn Chu, người ở Hà Tĩnh, kiện vì ăn của đút của học trò, bị án "hoàn dân thụ dịch" (nghĩa là trả về làm dân chịu sai dịch) vào năm 1772.
Năm 1774, chúa Trịnh Sâm đi tuần phương Nam, biết ông bị oan, mới có ý cất dùng. Năm 1775, cho triệu ông vào kinh giữ chức Hiệu lý Viện Hàn lâm kiêm Hiệu chính quốc sử, sau đó thăng Thiêm đô ngự sử.
Năm 1777, ông được bổ làm Đốc trấn Lạng Sơn. Trong thời gian ở đây, sau khi ổn định được tình hình địa phương, giúp dân an cư, ông đặt doanh Lộc Mã, dựng đình Kinh lược, sửa sang động Song Tiên, khai thác động Nhị Thanh làm cho nó trở thành một thắng tích.
Ngày 29 tháng 8 năm Canh Tý (tức 22 tháng 10 năm 1780), ông có việc đi tới Nam Quan. Trên đường về qua động Nhị Thanh, ông vào nghỉ trong động. Khi về đến nhà người mệt nặng và từ trần.
Sau này dân làng Vĩnh Trại thuộc huyện Thoát Lãng ở giáp động Nhị Thanh (Lạng Sơn) có lập đền thờ ông. Triều Tây Sơn cũng phong tặng ông là Lễ Thượng Thư Văn Dụ Hồng Liệt Đại Vương.
Ngô Thì Sĩ là cha của các danh sĩ Ngô Thì Nhậm, Ngô Thì Chí, Ngô Thì Trí, Ngô Thì Hương và là cha vợ của Phan Huy Ích.

## Tác phẩm

### Sử học
- Việt sử tiêu án (Những nghi án nêu lên trong sử Việt)
- Đại Việt sử ký tiền biên
- Đại Việt sử ký tục biên (soạn chung)

### Văn học
- Anh ngôn thi tập (Tập thơ chim vẹt học nói), quyển thượng và quyển hạ
- Anh ngôn phú tập (Tập phú chim vẹt học nói)
- Quan lan thi tập (Tập thơ xem sóng)
- Nhị thanh động tập (Tập thơ làm ở động Nhị Thanh)
- Khuê ai lục (Ghi nỗi buồn đau về chuyện phòng khuê)
- Ngọ phong văn tập (Tập văn Ngọ phong), quyển nhất và quyển nhị
- Hậu hiệu tần thi tập
- Bảo chương hoằng mô
- Sách chế khải tập
- Khoa sớ tập biên

Theo Từ điển nhân vật lịch sử Việt Nam, ông còn có Hải Dương chí lược (hay Hải Đông chí lược).

## Trích đánh giá
- Phan Huy Chú:

Tổ tiên (ông) trước mấy đời theo nghiệp Nho. Lúc trẻ ông sẵn nề nếp gia đình, càng chăm học; do văn chương mà được nổi tiếng. Trong cuộc tuyển cử để lấy người, ông được đứng đầu, rất được Nghị tổ (Trịnh Doanh) yêu và chú ý... Nhà vốn nghèo mà chí không nhụt. Ông có bài văn trách ma nghèo...
Lúc tạm giữ chức Thiêm đô ngự sử, ông có điều trần 4 việc: Xin định rõ phép khảo xét (các quan), xin sửa sang luật lệ kiện tụng, xin truy tôn bậc tiên Nho, xin sửa lại thể thức làm văn. Ông lại điều trần về việc binh, việc dân, chúa đều khen ngợi và nghe lời. Qua một tháng, ông được sai ra trấn Lạng Sơn. Bấy giờ hạt Lạng Sơn đói vì mất mùa, dân 7 châu phần nhiều đi nơi khác và chết đói ngoài đường. Khi ông đến, tìm cách cấp cứu. Rồi chiêu dụ dân lưu tán về khai khẩn ruộng hoang, tự mình đôn đốc việc cày bừa để khuyến khích dân biên giới. Đến vụ gặt mùa lúa tốt lắm. Do đó trộm giặc tiêu tan, trong hạt yên ổn. Khi việc tuần phòng rỗi rãi, ông lại nhởn nhơ nơi núi khe, tìm chốn thanh u, dò nơi hiểm trở, không có chỗ nào ông không đến. Ở phía Bắc trấn thành cách sông, ông mở mang động Nhị Thanh làm cảnh trí rất lạ. Khi việc quan thong thả ông thả thuyền tới động, leo lên bậc đá ngâm thơ, uống rượu; thật là hứng thú, phóng khoáng...
- Trần Thị Băng Thanh:

Ngô Thì Sĩ vốn là một người hăng hái làm việc. Ông thấu được rằng quyền lợi kẻ ăn lộc nước gắn bó mật thiết với cuộc sống yên lành của "dân đen"... Ngô Thì Sĩ cũng là người đưa ra nhiều dự án, đề nghị sửa đổi về các mặt: thuế khoá khai hoang, chỉnh đốn văn thể, thay đổi chính sách, chấn chỉnh các cấp quan liêu... Ông mong muốn "vua làm hết phận vua, tôi làm hết phận tôi" để cứu vãn tình trạng bê bối của xã hội Bắc Hà đương thời, nhưng rất tiếc ở hoàn cảnh ấy, ý muốn hay tài năng một cá nhân không dễ gì xoay chuyển nổi cục diện...
Là một chính khách, một quan chức, nhưng bên cạnh đó, ở Ngô Thì Sĩ còn nổi bật lên một tư chất khác, đó là một tâm hồn nghệ sĩ, một con người đa cảm. Ở ông, mọi rung động đều mãnh liệt, sâu sắc. Ông luôn nhìn thấu tâm tư con người và cảm thông cùng họ, từ những bâng khuâng vì một duyên cớ mơ hồ đến những trăn trở, day dứt về số phận, cuộc sống...
Với nội dung và số lượng phong phú của hơn 2.000 trang tác phẩm, Ngô Thì Sĩ đã là một tác gia lớn không chỉ của dòng họ Ngô Thì. Ông đã đóng góp nhiều tư liệu quý qua hai bộ sử Tiền biên, Tục biên đồng thời còn là một ngòi bút bình luận sử, bình luận văn chương sắc sảo, nhiều ý kiến mới và giàu chất trữ tình qua Việt sử tiêu án.
Ngô Thì Sĩ sáng tác nhiều, nhưng tựu trung có thể quy vào bốn đề tài lớn: nông thôn; kẻ sĩ, quan chức; tình yêu và hạnh phúc gia đình. Bốn mảng đề tài đó trong văn học các thế kỷ trước cũng đã được đề cập đến, nhưng đặc sắc riêng của Ngô Thì Sĩ là cách lý giải, nhìn nhận.
Tài năng Ngô Thì Sĩ được tạo thành từ nhiều nguồn... tuy nhiên, điều kiện quan trọng nhất để Ngô Thì Sĩ có được sự nghiệp trước tác phong phú là tinh thần lao động nghiêm túc, say mê và tính năng động, sáng tạo trong học tập. Tất cả những điều đó cũng xuất phát từ một tấm lòng yêu dân, yêu đất nước, một tấm lòng đôn hậu, giàu tinh thần nhân ái. Ngày nay xem xét toàn bộ cuộc đời hoạt động và trước tác của Ngô Thì Sĩ, xem xét những đóng góp của ông trên các lĩnh vực chính sự và trước tác, có thể khẳng định ông là một nhân cách đẹp, một nhà văn, một nhà sử học có nhiều cống hiến, lãnh tụ của Ngô gia văn phái và là một trong không nhiều nhân vật lớn, tiên phong của thế kỷ 18.
- Nguyễn Lộc:

Trong những công trình trước tác của Ngô Thì Sĩ, đáng chú ý hơn cả là quyển Việt sử tiêu án. Ông soạn sách này nhằm mục đích sửa chữa lại những sai lầm trong sử cũ. Trong sách, nhiều ý kiến của ông khá xác đáng, thể hiện tinh thần dân tộc sâu sắc, được các nhà sử học đời sau, trong đó có Phan Huy Chú trích dẫn lại.
Về sáng tác thơ văn, hầu hết viết bằng thể thơ Đường luật, thỉnh thoảng mới có bài theo thể cổ phong, thể phú... Nội dung phần lớn viết về những phong cảnh ở những nơi ông có dịp đặt chân tới, không có gì thật đặc sắc. Ngoài đề tài thiên nhiên, ông dành riêng tập Khuê ai lục để viết về nỗi đau khổ của ông trước cái chết của người vợ thứ. Lời thơ thống thiết, xúc động. Về văn, ông có bài Cách tệ sách (Sách trừ tệ nạn) cũng đáng chú ý. Trong bài này, ông trình bày rất rõ tình cảnh khổ cực, đói nghèo, lưu tán của nhân dân lúc bấy giờ do nhiều nguyên nhân gây ra như chiến tranh, nạn hà hiếp cướp bóc của cường hào, thiên tai mất mùa và đề nghị phương hướng giải quyết tình trạng ấy.
- Tạ Ngọc Liễn:

Qua hàng loạt các bài biểu, bài khải... chứng tỏ ông là nhà chính trị có tầm nhìn xa rộng, có tâm huyết và có nhiều ý tưởng cải cách nền chính sự đương thời với mong muốn làm cho xã hội ổn định, nhân dân được sống, lao động yên vui.
Trên lĩnh vực sử học, ông là một sử gia nổi tiếng, vì có tinh thần làm việc cẩn trọng, có ngòi bút sinh động, có nhiều phát hiện mới và có suy nghĩ riêng. Trong Ngô gia văn phái, có nhiều người viết sử tài ba, và ông chính là người mở đầu cho truyền thống ấy của dòng họ Ngô Thì.
Về thơ cũng như văn xuôi, dù bàn chuyện chính sự hay bộc lộ tình cảm trữ tình, ngòi bút của ông thường khoáng đạt, đa dạng và hướng vào đời sống thực, ít dùng lối ước lệ, tượng trưng… Riêng ở văn, tính lạc quan, tính hài hước cũng là một phong cách văn chương của Ngô Thì Sĩ. 
Về quan niệm sáng tác, ông cho rằng văn chương phải thiết thực, hữu dụng, mới mẻ và có cốt cách riêng. Ông đả phá lối thơ chuộng hình thức, phù phiếm...
Đúc kết lại, Ngô Thì Sĩ là một tác giả có nhiều bài thơ trữ tình, ngâm vịnh cảnh thiên nhiên, ca ngợi lòng ưu ái nhân hậu. Ông còn là người đi trước trong loại văn hồi ức, tự truyện, đã đưa lại cho văn học trung đại Việt Nam một nét trữ tình mới. Ông cũng có nhiều trang điều trần, ghi chép sắc sảo, in đậm phong cách nghị luận và ý thức chấn chỉnh, đổi mới đất nước.